# Brooke Double R
La Brooke Double R est une voiture de sport légère britannique produite par Brooke depuis 2006. Elle a été présentée pour la première fois la même année à l'Autosport International Show de Birmingham.
Elle est mue par un moteur Ford Cosworth Duratec avec une puissance pouvant aller de 190 à 300 ch et monté en position centrale arrière. La version la plus puissante de ce moteur est préparé par Noble Automotive et est monté sur la version Supercharged.
A la base, la carrosserie était en matériaux composites, mais en 2009 sort la 400 Double R avec une carrosserie tout en aluminium. Sa puissance passe à 400 ch.